# Nakamura Kengo
Nakamura Kengo (Tokió, 1980. október 31. –) japán válogatott labdarúgó.
A japán válogatott tagjaként részt vett a 2010-es világbajnokságon.

## Statisztika
| Japán válogatott | Japán válogatott | Japán válogatott |
| Időszak          | Mérk.            | gól              |
| ---------------- | ---------------- | ---------------- |
| 2006             | 3                | 1                |
| 2007             | 13               | 0                |
| 2008             | 13               | 2                |
| 2009             | 12               | 2                |
| 2010             | 11               | 0                |
| 2011             | 4                | 1                |
| 2012             | 7                | 0                |
| 2013             | 5                | 0                |
| Összesen         | 68               | 6                |